# Crow
Crow er en nordamerikansk indianerstamme med reservat i hjertet af dens traditionelle territorium i Montana, U.S.A.:XX  Den opstod som en selvstændig stamme efter at have revet sig løs fra hidatsaerne, der holdt til i byer af jordhytter ved Missouri River i North Dakota, hvor de dyrkede jorden.:2  :15  Crowerne søgte vestpå og forvandlede sig til prærieindianere, der drev jagt på bisoner og levede i tipier. Stammens tre divisioner er mountain crow, river crow og kicked in the bellies crow.:5 
Crowernes sprog hører til i gruppen af siouanske sprog.:3  De kalder sig selv absarokee (navnet ses stavet på flere måder). Det betyder ”børn af den stornæbbede fugl” (Children of the Large-Beaked Bird).:2 

## Historie

### 1800-tals historie
Stammen indgik sin første traktat om fred og samhandel med U.S.A. i 1825 og er føderalt anerkendt.:62  Fredsaftalen holder stadig.:5  :XI  Crow-stammen var også en af parterne i den omfattende Fort Laramie traktat i 1851, der fastslog forskellige præriestammers territorier.:87  Crow-reservatet blev oprettet i 1868, men det blev reduceret flere gange frem til 1904, hvor det stort set fik sin endelige størrelse.
Crowerne massakrerede en blackfoot lejr i 1845.
River crowerne led et alvorligt nederlag i 1867, da de sammen med gros ventre krigere angreb en piegan lejr ved Cypress Hills, Saskatchewan.
Allerede involveret i årtierlange konflikter med store, fjendtlige stammer (lakotaerne og sortfødderne) greb den mindre crow-stamme muligheden for at stå stærkere i den ulige kamp ved konsekvent at holde fred med U.S.A. og søge støtte hos hæren.:XI 
Det er cheyenner og lakotaer, der står bag den værste massakre på crow-indianerne.:168  :26 

## Stammens organisering
Fra fødslen tilhører enhver crow sin mors klan, som den nyfødte får en særlig tilknytning til livet igennem.:4  Før reservat-tiden var det af større betydning end senere, at en crow også var medlem af en af stammens tre divisioner, der hver havde deres foretrukne landsdele at slå lejr i.:4 
Ganske som den enkelte division traf mange beslutninger på egen hånd, stod dennes forskellige lejre ret frit stillet med hensyn til dens aktiviteter. Familierne i en lejr fulgte af egen vilje en høvding, de havde tillid til, fordi han holdt lejren i kontakt med bisonhjordene og ikke udsatte den for fare.:5 
En lejrhøvding udnævnte et af flere krigerselskaber til at fungere som ordensmagt (”lejrpoliti”) for et år ad gangen; dets hovedopgave var at se til, at lejrens vitale fællesjagter forløb som planlagt.:5  Høvdinge med mange sejre på slagmarken bag sig, gode talegaver, et roligt væsen og øje for stammens behov:6  kunne ved lejlighed repræsentere stammen som sådan, f.eks. under forhandlinger med amerikanerne.